# ミュージック・ピンク
『ミュージック・ピンク』は、川本真琴が新たに結成した川本真琴withゴロニャンずの1stシングル。2014年12月15日に2曲入り7インチシングルレコードとしてリリースされた。

## 解説
雷音レコードとなりすレコードのコラボリリース第2弾アイテムとしてリリースされた、川本真琴withゴロニャンずとしては初作品となる7インチアナログ盤。ジャケットイラストはそれまでの雷音レコード作品同様、レーベル設立者・主宰者であるイラストレーターでマンガ家の本秀康によるもの。 
川本真琴withゴロニャンずは今年の夏に結成されたバンドで、メンバーはボーカルの川本真琴、ギターの三沢洋紀（岡林ロックンロール・センター、真夜中ミュージック、ラブクライほか）と植野隆司（テニスコーツ）、ベースの池上加奈恵（はこモーフ、真っ黒毛ボックス）、ドラムの澤部渡（スカート）の5人。
本作には、川本が作詞、三沢が作曲を手掛けた表題曲と、川本にとっては初のクリスマスソングとなる「聖クリスマスだよ〜ゴロニャンず!」の2曲を収録。
「ミュージック・ピンク」は当初、バンド名の第一候補だった。

## 収録曲
| #  | タイトル                 | 作詞     | 作曲     |
| -- | ------------------------ | -------- | -------- |
| 1. | 「ミュージック・ピンク」 | 川本真琴 | 三沢洋紀 |

| #  | タイトル                            | 作詞     | 作曲     |
| -- | ----------------------------------- | -------- | -------- |
| 1. | 「聖クリスマスだよ〜ゴロニャンず!」 | 三沢洋紀 | 川本真琴 |